# Cronología astronómica
La cronología astronómica o fechado astronómico es un método técnico para fechar eventos o artefactos que están asociados con fenómenos astronómicos. Los registros escritos de eventos históricos que incluyen descripciones de fenómenos astronómicos han contribuido mucho a aclarar la cronología del Antiguo Cercano Oriente. Las obras de arte que representan la configuración de las estrellas y los planetas y los edificios que están orientados hacia la salida y puesta de los cuerpos celestes en un momento determinado, se han logrado fechar mediante cálculos astronómicos.

## Fechando eventos históricos
El uso de descripciones de fenómenos astronómicos hasta la fecha de hechos históricos se inició en el siglo XVI, época de renovado interés humanista por la historia y las tablas astronómicas, cada vez más precisas. Los eclipses en particular son eventos relativamente poco frecuentes y se pueden fechar con precisión. Cuando las circunstancias no son exactas y las descripciones dejan ambigüedades, a menudo se pueden usar otros detalles, como el mes del eclipse o la posición de otras estrellas y planetas, para identificar el eclipse específico.
El fechado astronómico, como otras formas de interpretación histórica, requiere cuidado al interpretar los registros escritos sobrevivientes. John Steele ha propuesto tres preguntas que deben hacerse al fechar un evento: ¿Se refiere el registro a un evento astronómico real o es simplemente una suposición moderna? Si se refiere a un evento astronómico real, ¿es confiable la fuente? ¿Puede el registro proporcionar una fecha inequívoca sin hacer suposiciones injustificadas sobre los antiguos métodos de observación astronómica?
Los diarios astronómicos babilónicos proporcionan relatos detallados e inequívocos de las posiciones de todos los planetas visibles, a menudo en relación con estrellas específicas, que se han utilizado para proporcionar fechas precisas de eventos como la derrota de Darío III por Alejandro Magno en la batalla de Gaugamela el 1 de octubre de 331 a. C., y de la posterior muerte de Alejandro el 11 de junio de 323. 
Dado que el éxito de este método depende de la confiabilidad de las fuentes escritas y la precisión de sus relatos de los fenómenos astronómicos, los intentos de fechar textos literarios que pueden describir eventos astronómicos de manera vaga, o incluso como metáforas, han llevado a los investigadores a conclusiones que parecen precisas, pero que están basadas en supuestos inválidos, y en consecuencia, son menos aceptables. Así, los intentos de fechar los textos védicos que describen a las Pléyades como surgiendo «hacia el Este» aproximadamente el 2300 a. C., que es el momento en que las Pléyades salieron «exactamente» por el Este, se complica por el hecho de que las descripciones poéticas no necesitan tomarse como un reflejo de observaciones astronómicas precisas,, mientras que la precesión es un proceso muy lento que hace solo pequeños cambios en el azimut de una estrella que se eleva en el este.

## Artefactos para el fechado

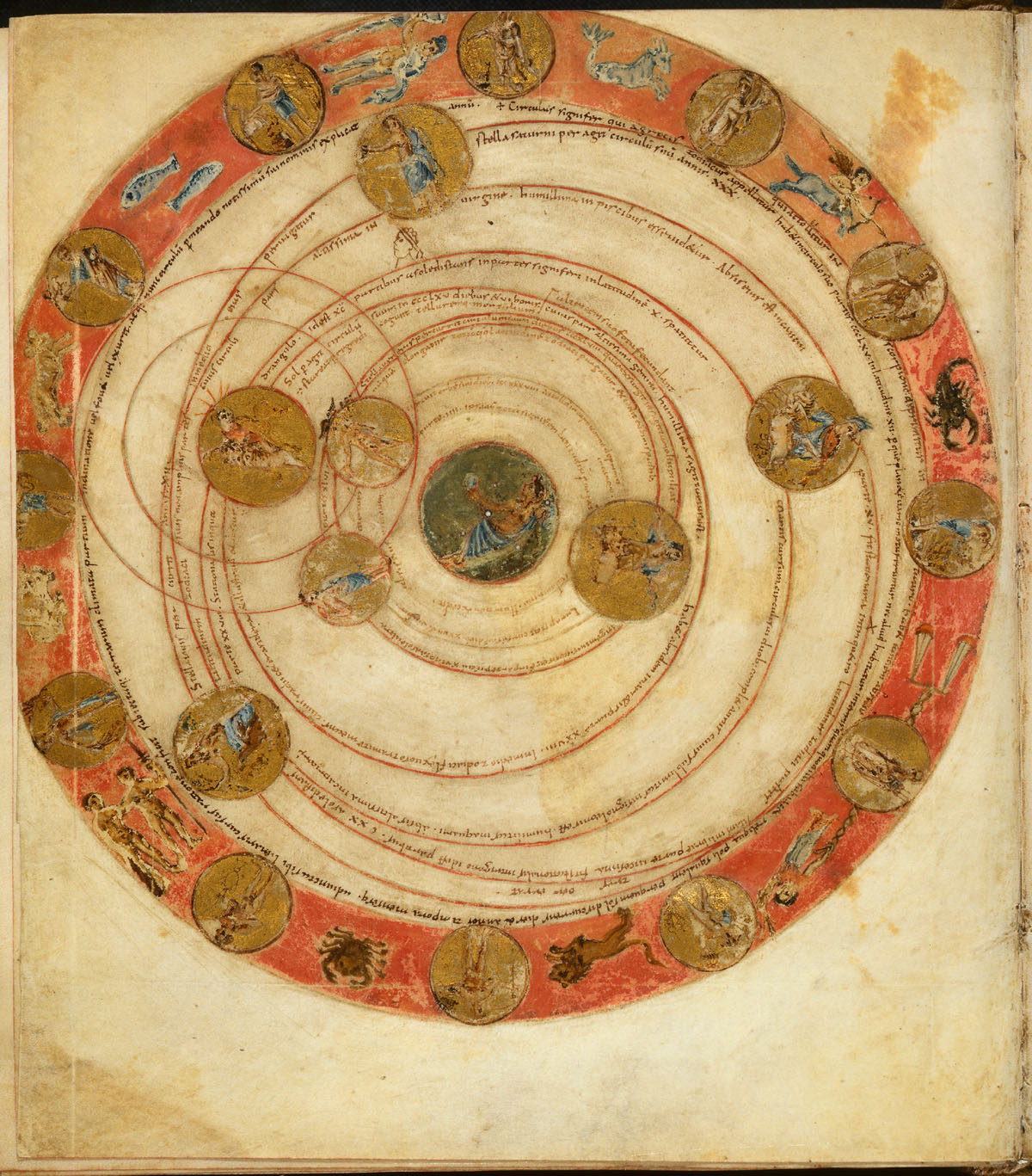
Diagrama del siglo IX de las posiciones de los siete planetas, el 18 de marzo de 816

Entre los artefactos que permiten fechar más fácilmente mediante técnicas astronómicas, se encuentran las representaciones de las posiciones de los cuerpos celestes en un momento determinado. Dado que los movimientos de los cuerpos celestes ocurren en diferentes períodos, se necesitan muchos siglos para que todos los planetas, más el Sol y la Luna, alcancen las mismas posiciones en los signos del Zodíaco. Para una configuración con una precisión de ± 15 ° (es decir, dentro de un solo signo), las posiciones de estos siete cuerpos solo volverán a la misma configuración una vez cada 3700 años. Un caso muy especial es el de un manuscrito medieval iluminado que retrata la posición de estos siete cuerpos celestes el 18 de marzo de 816, correspondiente al período en que se redactó el manuscrito.. Este cálculo demostró que esta ilustración no era una copia de una representación clásica anterior de la posición de las estrellas La Luna que se mueve rápidamente es el indicador más sensible de la hora exact. Ssi se puede estimar la posición indicada de la Luna dentro de un grado, el tiempo del diagrama se puede calcularenoun rango  de una hora
Un ejemplo sorprendente de este método fue un retrato astrológico de sir Christopher Hatton (1540-1591), que representaba las posiciones de los siete planetas clásicos en el zodíaco, y anotaba las posiciones calculadas de los planetas al minuto de arco más cercano. Aquí, la mayor fuente de error en la fecha fue la incertidumbre de los cálculos astronómicos del siglo XVI. El tiempo resultante fue alrededor del mediodía del 12 de diciembre de 1581.

## Estructuras de fechado por su orientación
Se ha utilizado un enfoque arqueoastronómico más controvercial para fechar estructuras que se cree que se han orientado en principios astronómicos, midiendo su orientación y calculando la fecha en el pasado, cuando un solo cuerpo celeste específico, ya sea el Sol o una estrella seleccionada, se eleva o se pone. en el acimut medido. El astrónomo Norman Lockyer aplicó este método a Stonehenge, midiendo la orientación de la senda de Stonehenge y comparándola con la posición del solsticio del amanecer, que cambia lentamente debido a la oblicuidad cambiante de la eclíptica. El arqueólogo F.C. Penrose aplicó un método similar a los templos griegos antiguos, intentando establecer sus fechas relacionando su orientación con la aparición de estrellas en el horizonte, cuya posición cambia lentamente debido a la precesión de los equinoccios.
La amplia variación de estas fechas, de las históricamente aceptadas, llevó al arquitecto y arqueólogo William Bell Dinsmoor a desconfiar de las fechas establecidas por la oblicuidad que cambia lentamente de la eclíptica, o por alineaciones estelares, que implican una selección arbitraria de una estrella que se eleva en el lugar de un determinado azimut. En cambio, propuso un método que emplea lo que ya se conocía de los registros históricos sobre las fechas de construcción de los templos griegos, los festivales asociados con templos específicos, y la naturaleza del calendario lLunisolar griego. Dado que la fecha de un festival en el calendario lunisolar griego solo se repite en la misma fecha en el calendario solar, cada ocho o diecinueve años, Dinsmoor identificó un festival relacionado con un templo específico, y pudo determinar el año exacto cerca de la fecha de construcción registrada históricamente, cuando el Sol salió alineado con el templo en la fecha del festival.